# Eidmannella pallida
Eidmannella pallida är en spindelart som först beskrevs av James Henry Emerton 1875.  Eidmannella pallida ingår i släktet Eidmannella och familjen grottspindlar. Inga underarter finns listade i Catalogue of Life.